# Masters de Canadá 1976
El Abierto de Canadá 1976 (también conocido como 1976 Rothmans Canadian Open por razones de patrocinio) fue un torneo de tenis jugado sobre polvo de ladrillo. Fue la edición número 87 de este torneo. El torneo masculino formó parte del circuito ATP. La versión masculina se celebró entre el 16 de agosto y el 22 de agosto de 1976.

## Campeones

### Individuales masculinos
Guillermo Vilas vence a  Wojciech Fibak, 6–4, 7–6, 6–2.

### Dobles masculinos
Bob Hewitt /  Raúl Ramírez vencen a  Juan Gisbert /  Manuel Orantes, 6–2, 6–1.

### Individuales femeninos
Mima Jaušovec vence a  Lesley Hunt, 6–2, 6–0.

### Dobles femeninos
Cynthia Doerner /  Janet Newberry ganan por Walkover.
| Predecesor: Canadá 1975 | Masters de Canadá 1976 | Sucesor: Canadá 1977 |